# Ливенское (Калининградская область)
Ливенское (до 1938 — Гальбрастен (нем. Galbrasten), до 1946 — Драйфурт (нем. Dreifurt)) — посёлок в Краснознаменском городском округе Калининградской области. До 2015 года входил в состав Алексеевского сельского поселения.

## География
Посёлок расположен на северо-востоке Калининградской области, на правом (северном) берегу реки Шешупа (напротив расположенного на левом (южном) берегу посёлка Тимофеево, административного центра б.Алексеевского сельского поселения), в 18 км к юго-востоку от города Немана, в 13 км к северо-западу от районного центра, города Краснознаменска.

## История
В 1938 году властями гитлеровской Германии название Гальбрастен было изменено на германизированный вариант Драйфурт в рамках кампании по упразднению в Восточной Пруссии топонимики прусско-литовского происхождения.
В 1946 году населённый пункт Драйфурт был переименован в посёлок Ливенское. Русское название дано по предложению переселенцев из Ливенского района Орловской области, получившего, в свою очередь, название от своего административного центра, старинного русского города Ливны.

## Население
| 1867 | 1885 | 1910 | 1933 | 1939 | 2002 | 2010 |
| ---- | ---- | ---- | ---- | ---- | ---- | ---- |
| 637  | ↘634 | ↘537 | ↗572 | ↘541 | ↘76  | ↗93  |

## Достопримечательности
- Памятник погибшим в годы Первой мировой войны 1914-1918 годов, был установлен в 1920-е годы, утрачен после 1945 года, восстановлен в 1985 году местным жителем Ю.Н. Соловьевым на прежнем месте[4].